# Гюлер, Арда
Арда́ Гюле́р (тур. Arda Güler, турецкое произношение: [aɾˈda ˈɟylæɾ] (слушать)о файле; род. 25 февраля 2005, Анкара) — турецкий футболист, полузащитник испанского клуба «Реал Мадрид» и сборной Турции. Участник чемпионата Европы 2024. Первый турецкий футболист, выигравший Лигу чемпионов.

## Клубная карьера

### Начало карьеры
Уроженец Анкары, Гюлер начал футбольную карьеру в академии местного клуба «Генчлербирлиги» в 2014 году. В 2019 году присоединился к футбольной академии стамбульского «Фенербахче». 13 января 2021 года подписал свой первый профессиональный контракт с клубом. 19 августа дебютировал в основном составе «Фенербахче» в матче квалификационного раунда плей-офф Лиги Европы УЕФА против финского клуба ХИК. Три дня спустя дебютировал в турецкой Суперлиге в матче против «Антальяспора», отметившись голевой передачей. В возрасте 16 лет и 178 дней стал самым молодым игроком, сделавшим голевую передачу в турецкой Суперлиге (с момента начала учёта подобной статистики в сезоне 2010/11). 13 марта 2022 года забил свой первый гол за «Фенербахче» в матче турецкой Суперлиги против «Аланьяспора». Следующий гол забил 2 апреля в игре против «Кайсериспора». 16 апреля реализовал пенальти в матче против «Гёзтепе». 15 августа поучаствовал в разгроме «Касымпаши», оформил дубль и стал одним из лучших игроков встречи.  
В конце августа 2022 года перестал регулярно выходить на поле. Первое за долгое время результативное действие сделал 10 апреля 2023 года, отдав ассист в матче с командой «Фатих Карагюмрюк». 24 апреля забил два гола в игре против «Истанбулспора». 
В 2023 году интерес к игроку стали проявлять «Милан», «Наполи», «ПСЖ», «Аякс», «Барселона» и «Реал», а также несколько английских клубов.

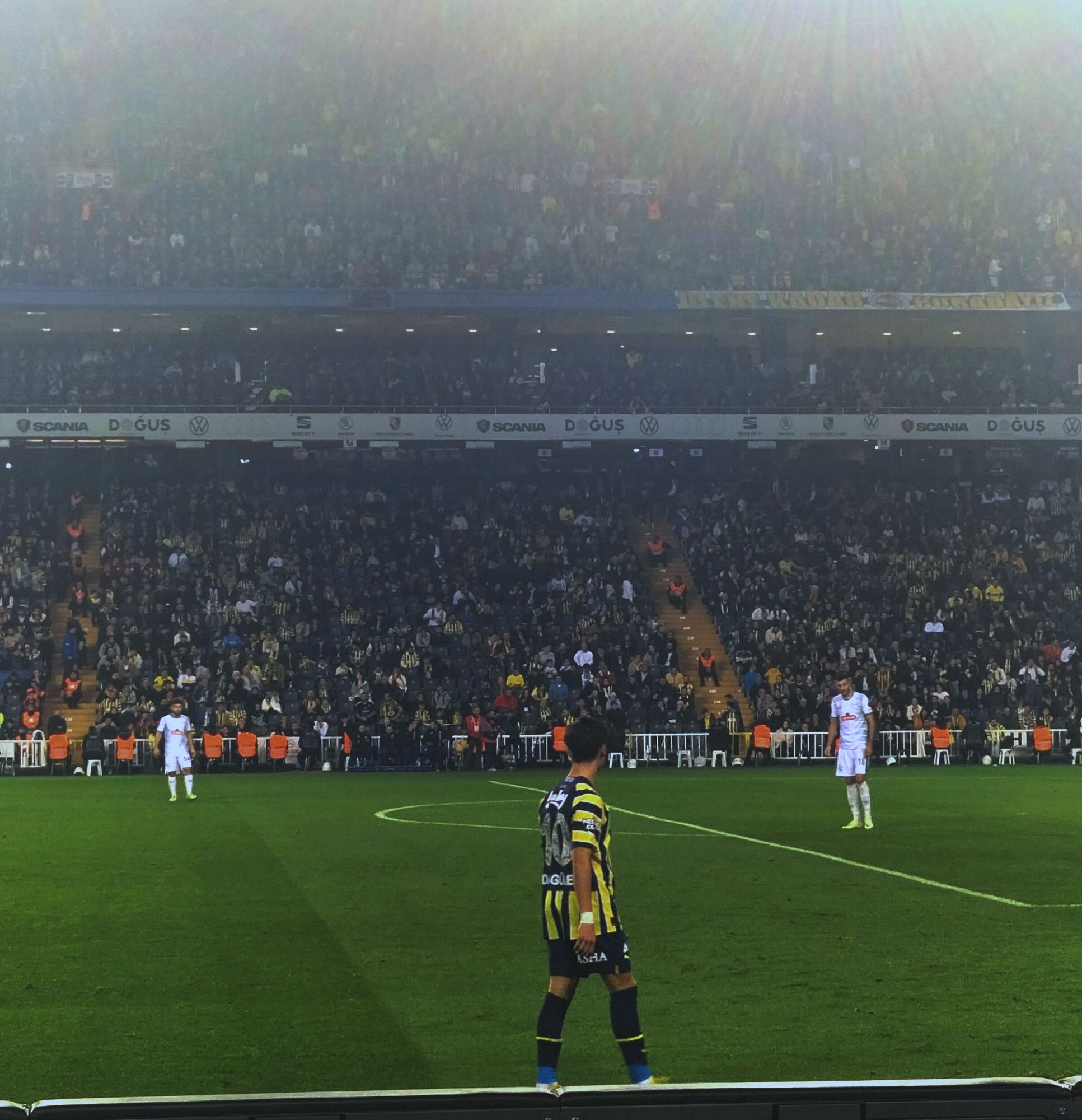
Гюлер выступает за «Фенербахче» (2023)

### «Реал Мадрид»

#### Подписание контракта с «Реалом» и первый сезон в «Мадриде» (2023—2024)
6 июля 2023 года испанский клуб «Реал Мадрид» объявил о подписании шестилетнего контракта с Гюлером до июня 2029 года. Перед переходом в «Реал» Гюлер отказал «Барселоне». Сумма трансфера составила 20 млн евро, ещё 10 млн евро были предусмотрены в виде бонусов.
Во время предсезонного турне Арда Гюлер повредил мениск и перенёс операцию, на восстановление ушло около 60 дней. Осенью получил растяжение бедра и был вынужден пропустить ещё один игровой месяц. Дебютировал за клуб 6 января 2024 года в матче 1/16 финала Кубка Испании против «Арандины». Впервые в матче чемпионата Испании сыграл 27 января, выйдя на замену на 81 минуте в игре с «Лас-Пальмасом». 10 марта 2024 года забил свой первый гол за «Реал Мадрид» в матче испанской Примеры против «Сельты». Следующий гол забил 26 апреля в матче чемпионата против «Сосьедада». Тогда же он впервые вышел в стартовом составе. 14 мая поучаствовал в разгроме «Алавеса» (5:0), отличился голом. 19 мая оформил дубль в ворота «Вильярреала», встреча закончилась со счётом 4:4. По итогам сезона «Реал» стал чемпионом Испании.
Весной 2024 года стала появляться информация, что Гюлера могут отправить в аренду, однако это было опровергнуто.
В финале Лиги чемпионов 2023/24 против дортмундской «Боруссии» на поле не появился. «Реал» обыграл соперника со счётом 2:0 и взял трофей. Таким образом, Гюлер стал первым турецким футболистом, выигравшим Лигу чемпионов.

#### Второй сезон в «Реале» (2024—2025)
14 августа 2024 года «Реал Мадрид» победил «Аталанту» в матче Суперкубка УЕФА. Арда Гюлер вышел на поле лишь на 88 минуте. 
Свой второй сезон в Ла Лиге Гюлер начал с выхода на замену в концовке матча с «Мальоркой» (1:1). Первое результативное действие сделал только в 14 туре в матче против «Леганеса» (0:3): Арда поучаствовал в розыгрыше штрафного удара и формально отдал голевой пас на Федерико Вальверде, ставшего в итоге игроком матча.  

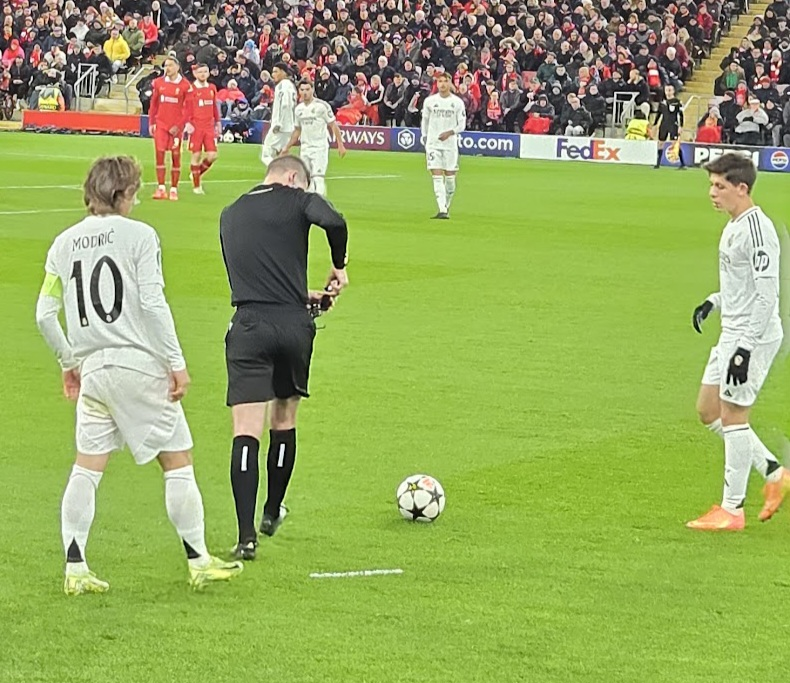
Арда Гюлер (крайний справа) в матче «Ливерпуля» и «Реала» (27 ноября 2024)

7 декабря забил свой первый гол в сезоне — это случилось в 16 туре чемпионата в матче против «Жироны». 14 декабря в матче против «Райо Вальекано» (3:3) отличился двумя ассистами. 23 декабря получил награду лучшего молодого игрока месяца в Ла Лиге. В голосовании он обогнал Ламина Ямаля.  
6 января 2025 года «Реал» разгромил команду «Депортива Минейра» в матче 1/16 финала кубка Испании со счётом 0:5, Гюлер забил два мяча, играя на позиции правого вингера. 17 января в матче 1/8 финала кубка Испании «Реал Мадрид» выбил «Сельту» со счётом 5:2. Гюлер вышел на поле на 70-й минуте и через несколько минут забил гол, который в конечном счёте был отменён. Против «Сельты» он отыграл 50 минут и отдал 2 голевые передачи.   
В феврале 2025 года встал вопрос об уходе игрока из «Реала» по причине острой нехватки игровой практики. Как и Эндрик, турецкий футболист потерял место в составе из-за недоверия главного тренера Карло Анчелотти.    
1 апреля в ответном матче полуфинала Кубка Испании против «Реала Сосьедада» Гюлер выполнил подачу с углового на 115 минуте встречи (10 минуте второго овертайма) и отдал голевой пас на Антонио Рюдигера, забившего победный мяч. 23 апреля на 21 минуте матча Ла Лиги против «Хетафе» поразил ворота соперника дальним ударом и принёс «Реалу» минимальную победу. 4 мая в игре против «Сельты» отметился голом, забитым ударом издали, ассистом на Килиана Мбаппе, а также идеальной точностью пасов: за 62 попытки было отдано 62 точных передачи.    
Слухи о возможном уходе Арды Гюлера из команды рассеялись после назначения на пост главного тренера Хаби Алонсо, называвшегося большим поклонником игры полузащитника.   

## Карьера в сборной
В 2021 году дебютировал в составе сборной Турции до 17 лет.
19 ноября 2022 года дебютировал в составе основной сборной Турции в товарищеском матче против сборной Чехии. 19 июня 2023 года в матче отборочного турнира к Евро-2024 против сборной Уэльса забил свой первый гол за сборную дальним ударом с 23 метров.
Гюлер отличился голом в победном матче 1 тура группового этапа чемпионата Европы 2024 года против сборной Грузии. Он поразил ворота дальним ударом на 65 минуте и вывел сборную Турции вперёд. 2 июля в матче 1/8 финала против сборной Австрии отдал ассист на Мериха Демирала на 59 минуте. 6 июля сделал голевую передачу на Самета Акайдина в четвертьфинальном матче против сборной Нидерландов на 35 минуте встречи. Турецкая сборная не удержала победный счёт, пропустила два гола в концовке и покинула турнир.
Осенью Гюлер поучаствовал в матчах Лиги Наций УЕФА 2024/25. 9 сентября 2024 года отличился ассистом в победном матче против сборной Исландии. 14 октября в матче против той же сборной Исландии забил гол на 88 минуте. Это помогло сборной Турции разгромить соперника со счётом 2:4.

## Характеристика игрока
Арда Гюлер раскрылся в «Фенербахче» как перспективный плеймейкер. Он способен смещаться с фланга и развивать атаки из глубины. Также турецкий игрок имеет поставленный дальний удар.
В финале Кубка Турции, прошедшем 11 июня 2023 года, Гюлер создал 8 голевых моментов и отдал ассист на Миши Батшуайи на 2 минуте встречи. «Фенербахче» победил «Истанбул Башакшехир» со счётом 2:0 и взял трофей впервые за 10 лет.

## Достижения
«Фенербахче»
- Обладатель Кубка Турции: 2022/23

«Реал Мадрид»
- Чемпион Испании: 2023/24
- Обладатель Суперкубка Испании: 2023/24
- Победитель Лиги чемпионов УЕФА: 2023/24
- Обладатель Суперкубка УЕФА: 2024
- Обладатель Межконтинентального кубка: 2024

## Статистика выступлений

### Клубная статистика
| Выступление      | Выступление      | Выступление      | Лига | Лига | Кубки | Кубки | Континет | Континет | Итого | Итого |
| Клуб             | Лига             | Сезон            | Игры | Голы | Игры  | Голы  | Игры     | Голы     | Игры  | Голы  |
| ---------------- | ---------------- | ---------------- | ---- | ---- | ----- | ----- | -------- | -------- | ----- | ----- |
| Фенербахче       | Суперлига        | 2021/22          | 12   | 3    | 0     | 0     | 4        | 0        | 16    | 3     |
| Фенербахче       | Суперлига        | 2022/23          | 20   | 4    | 5     | 1     | 10       | 1        | 35    | 6     |
| Фенербахче       | Итого            | Итого            | 32   | 7    | 5     | 1     | 14       | 1        | 51    | 9     |
| Реал Мадрид      | Ла Лига          | 2023/24          | 10   | 6    | 2     | 0     | 0        | 0        | 12    | 6     |
| Реал Мадрид      | Ла Лига          | 2024/25          | 22   | 1    | 5     | 2     | 9        | 0        | 36    | 3     |
| Реал Мадрид      | Итого            | Итого            | 32   | 7    | 7     | 2     | 9        | 0        | 48    | 9     |
| Всего за карьеру | Всего за карьеру | Всего за карьеру | 64   | 14   | 12    | 3     | 23       | 1        | 99    | 18    |

1. ↑  Кубок Турции, Кубок Испании, Суперкубок Испании.
2. ↑  Лига чемпионов УЕФА, Лига Европы УЕФА, Лига конференций УЕФА, Межконтинентальный кубок